# 張斗南
張斗南（?—?），甘肅省鞏昌府伏羌縣人，清朝政治人物、同進士出身。

## 生平
光緒二十年（1894年），参加光緒甲午科殿試，登進士三甲120名。同年五月，著交吏部掣签分发各省，以知县即用。光緒三十一年，擔任貴州桐梓縣知縣。